# Anastassija Alexandrowna Krawtschenko

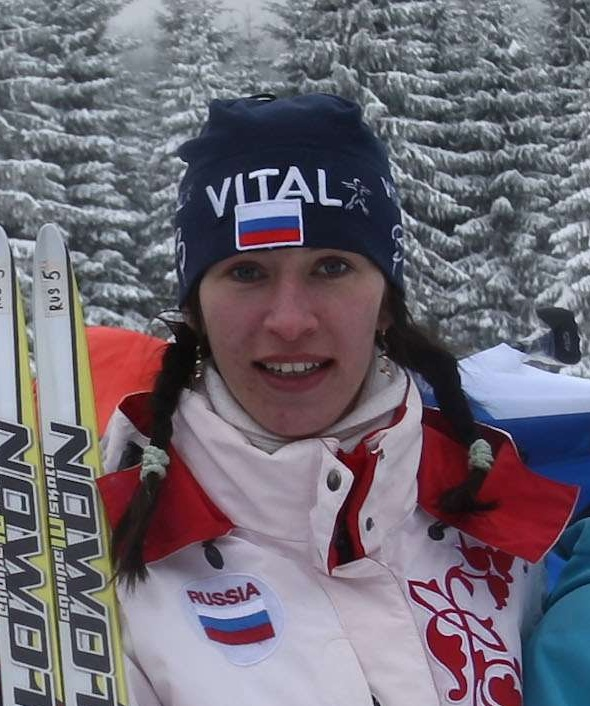
Anastassija Krawtschenko, 2010

Anastassija Alexandrowna Krawtschenko (russisch Анастасия Александровна Кравченко; * 24. Februar 1986 in Komsomolsk am Amur) ist eine russische Ski-Orientierungsläuferin.
Krawtschenko gewann bei ihren ersten Weltmeisterschaften 2009 in Japan die Goldmedaille auf der Langdistanz vor der Tschechin Barbora Chudíková. In der Staffel mit Polina Maltschikowa und Tatjana Wlassowa gewann sie Silber hinter den Schwedinnen. Auch bei den Europameisterschaften 2010 gewann sie mit der russischen Staffel Silber und verpasste über die Mittel- und Langdistanz als jeweils Viertplatzierte knapp eine Medaille. 2011 gewann sie mit Maria Ketschkina und Aljona Trapeznikowa ihr erstes EM-Gold mit der Staffel, 2012 gewann sie hinter Maltschikowa EM-Silber auf der Langdistanz. 
Erfolgreich verlaufen für sie die Europa- und Weltmeisterschaften im Februar bzw. März 2013, als sie hinter ihrer Landsfrau Julia Tarasenko Vizeeuropameisterin auf der Mitteldistanz wurde und mit der Staffel und im Mixedteam mit Kirill Wesselow jeweils den Titel gewann. Bei den Weltmeisterschaften im kasachischen Ridder gewann sie die Goldmedaille auf der Mitteldistanz und mit Tarasenko und Tatjana Koslowa in der Staffel.

## Platzierungen
Weltmeisterschaften: (3 × Gold, 1 × Silber)
- 2009: 12. Platz Sprint, 14. Platz Mittel, 1. Platz Lang, 2. Platz Staffel
- 2011: 11. Platz Lang
- 2013: 4. Platz Sprint, 1. Platz Mittel, 5. Platz Lang, 1. Platz Staffel, 5. Platz Mixed

Europameisterschaften: (3 × Gold, 3 × Silber)
- 2008: 9. Platz Sprint, 5. Platz Mittel, 16. Platz Lang
- 2010: 6. Platz Sprint, 4. Platz Mittel, 4. Platz Lang, 2. Platz Staffel
- 2011: 15. Platz Sprint, 8. Platz Mittel, 8. Platz Lang, 1. Platz Staffel
- 2012: 8. Platz Sprint, 11. Platz Mittel, 2. Platz Lang
- 2013: 6. Platz Sprint, 2. Platz Mittel, 6. Platz Lang, 1. Platz Staffel, 1. Platz Mixed